# کوهی هاسگاوا
کوهی هاسگاوا (به ژاپنی: 長谷川恒平) زاده ۲۲ نوامبر ۱۹۸۴، کشتی گیر کشور ژاپن است. از افتخارات وی می‌توان به کسب دو مدال طلا بازی‌های آسیایی ۲۰۱۰ و بازی‌های آسیایی ۲۰۱۴ اشاره کرد. وی در سال ۲۰۱۲ میلادی در المپیک ۲۰۱۲ لندن در وزن ۵۵ کیلو حاضر بود در دور اول البیک تاژیف از بلاروس را شکست داد اما در دور بعد از هاکان نیبلوم کشتی گیر دانمارکی شکست خورد و با توجه به حذف این کشتی گیر در دور بعد، از دور رقابت ها کنار رفت.